# Molophilus miraculus
Molophilus miraculus är en tvåvingeart som beskrevs av Alexander 1938. Molophilus miraculus ingår i släktet Molophilus och familjen småharkrankar. Inga underarter finns listade i Catalogue of Life.